# Moedas de euro lituanas
O Euro (EUR ou €) é a moeda comum para as nações que pertencem à União Europeia e que aderiram à zona Euro. As moedas de euro têm dois lados diferentes: um lado comum, europeu, mostrando o valor da moeda, e um lado nacional, mostrando um desenho escolhido pelo país membro da UE onde a moeda foi cunhada. Cada país membro tem um ou vários desenhos únicos a esse país.
Para visualizar as imagens do lado comum e para ter uma descrição detalhada das moedas, ver moedas de euro.

As moedas de Euro lituanas compartilham a mesma imagem: o Brasão de armas da Lituânia, desenhado por Antanas Žukauskas. As moedas também apresentam as 12 estrelas da UE, o ano de cunhagem e a palavra lituana para Lituânia, "Lietuva".
A Lituânia tencionava adotar o euro como sua moeda oficial em 1 de janeiro de 2010, mas tal não se veio a concretizar.
| € 0.01                         | € 0.02 | € 0.05        |
| ------------------------------ | ------ | ------------- |
|                                |        |               |
| O Brasão de armas da Lituânia. |        |               |
| € 0.10                         | € 0.20 | € 0.50        |
|                                |        |               |
| O Brasão de armas da Lituânia. |        |               |
| € 1.00                         | € 2.00 | € 2 (rebordo) |
|                                |        |               |
| O Brasão de armas da Lituânia. |        |               |